# Oliver Payne
Oliver Payne (parfois appelé Ollie Payne) né le 6 avril 1999, est un joueur de hockey sur gazon anglais et britannique. Il évolue au poste de gardien de but au Holcombe HC et avec les équipes nationales anglaise et britannique.

## Carrière

### Championnat d'Europe
- Top 8 : 2021[2]

### Jeux olympiques
- Top 8 : 2020